# Сампедро, Рамон
Рамо́н Сампе́дро Камеа́н (галис. Ramón Sampedro Cameán, Порто-до-Сон, 5 января 1943 — Бойро, 12 января 1998, Галисия, Испания) — галисийский моряк и автор двух книг, был парализован в результате несчастного случая и тридцать лет добивался права на добровольный уход из жизни. Первый гражданин Испании, который отстаивал это право в суде.

## Биография

### Инвалидность
Рамон Сампедро родился в рыбачьем городке на севере Испании и в 19 лет поступил в торговый флот судовым механиком, желая увидеть весь мир, потому что, как он шутил, «это лучший способ путешествовать бесплатно». Но 23 августа 1968 года в возрасте 25 лет неудачно прыгнул со скалы в море и сломал позвоночник. В результате этой травмы был полностью парализован ниже шеи, — по его собственным словам, превратился в говорящую голову на мертвом теле. Врачи поставили окончательный диагноз: тетраплегия (паралич четырёх конечностей), из-за которой он никогда не сможет двигаться. По их прогнозам, ему оставалось не более трёх-четырёх лет жизни. Однако Рамон прожил ещё почти 30 лет, прикованный к постели в доме на ферме неподалёку от побережья и окружённый заботами семьи: родителей, невестки, брата, племянников, — и друзей.
Полная неподвижность не ослабила его ума и не лишила воли и сил. Он много читал и писал сам, держа ручку в зубах, много шутил, говорил по телефону и даже работал на компьютере с помощью рта, активно общался с людьми. Но он не считал такую жизнь полноценной; дух свободы, жажда странствий и приключений не могли оставаться заключёнными в обездвиженном теле. Взрослому, когда-то сильному мужчине невыносимо было всю жизнь оставаться в беспомощном положении. «Мир стоит того, чтобы жить, — утверждал он в телеинтервью, — и быть свободным — это чудесно, драма состоит в том, чтобы жить без свободы». «Мечта превратилась в кошмар», — написал он в своей книге. И этот кошмар мог длиться ещё много лет, так как Рамон почти не болел и в семье у них были долгожители: его отцу в 1998 году было 92 года. Однако из-за неподвижности он не мог совершить самоубийство. Для этого ему требовалась посторонняя помощь, но эвтаназия в Испании незаконна и содействие самоубийству наказывается заключением на срок от 6 до 10 лет. Поэтому Рамон начал борьбу за право на смерть.

### Борьба за право на эвтаназию
Когда Рамон принял решение покончить с жизнью, точно неизвестно. Но решение это было твёрдым и обдуманным. По словам его лучшего друга, члена ассоциации «Право на достойную смерть» Пепе Вила, Рамон был «превосходным психологом» и всем умел сказать то, что те хотели слышать, а, задобрив собеседника, каждому задавал главный вопрос: «Ты мне поможешь?»
С начала 1990-х годов Рамон Сампедро вёл судебные бои с государством. «Абсурдно делать человека рабом врачебной этики, священнической морали или отвратительной и ужасной защиты всемогущего папаши Государства». Поддержку ему оказывала барселонская ассоциация «Право на достойную смерть», которая очень быстро набрала сторонников в Галисии и привлекла к Рамону внимание множества людей. Он сам не был активистом движения за эвтаназию, а лишь отстаивал своё право на выбор, право распоряжаться собственной жизнью.
В апреле 1993 года он обратился в гражданский суд в Барселоне с просьбой не преследовать по суду тех лиц, которые окажут ему содействие в самоубийстве, но получил отказ. 18 июля 1994 года Конституционный суд Испании не принял его апелляции на том основании, что он должен был в первую очередь обратиться в суд территориальной юрисдикции. 17 мая 1995 года Европейская комиссия по правам человека отказалась принять его жалобу, так как заявитель не исчерпал все внутригосударственные средства защиты своего права.
12 июля 1995 года Сампедро обратился с иском в суд первой инстанции в Ное, прося разрешить его лечащему врачу выписать ему лекарства, которые могли бы позволить ему умереть достойно, но при этом не преследовать врача по закону, запрещающему содействие самоубийству. 9 октября 1995 года суд отказал ему, ссылаясь на то, что статья 143 уголовного кодекса не позволяет суду разрешить третьей стороне способствовать самоубийству или смерти лица.
Рамон подал апелляцию. Решением от 19 ноября 1996 года суд провинции Корунья (вышестоящей инстанции) поддержал решение суда первой инстанции. 16 декабря 1996 года было зарегистрировано заявление Сампедро в Конституционный суд о нарушении его конституционных прав на человеческое достоинство, жизнь, физическую и психическую неприкосновенность, а также справедливый суд. 10 марта 1997 года ему был назначен срок в 20 дней для представления своих окончательных жалоб, после чего ему оставалось только ждать. Но дата разбирательства так и не назначалась, и Рамон не дождался решения суда.
Но на этом история судебной защиты его прав не заканчивается. Уже после смерти Рамона, 7 апреля 1998 года, его невестка Мануэла Санлес, которая ухаживала за ним всю жизнь, уведомила Конституционный суд о том, что, как наследница заявителя, она намерена продолжать начатое им разбирательство. 11 ноября 1998 года суд прекратил дело и отказал заявительнице в праве представлять дело покойного деверя.
Затем Мануэла Санлес обратилась в Европейский суд по правам человека в Страсбурге на том основании, что просьба её деверя о предоставлении ему медицинской помощи, чтобы покончить с мучениями, полностью подпадает под 8 статью (право на уважение частной жизни) конвенции о правах человека, тогда как вмешательство государства в форме содержащегося в уголовном кодексе запрета на содействие самоубийству неправомерно. Также она утверждала, что были нарушены статьи о праве на жизнь, свободу и безопасность, о свободе совести, запрете на пытки и праве на честное судебное разбирательство.
Однако решением от 26 октября 2000 года суд отклонил её жалобу, сославшись на то, что он не выносит абстрактных решений касательно ошибочного толкования или неправильного применения статей конституции, но защищает личность от фактического нарушения её прав, а также на то, что жалоба может исходить только от самого потерпевшего (Подробности по вышеперечисленным разбирательствам и развёрнутый текст решения см. на поисковом портале Европейского суда HUDOC).
Такое же решение вынес и Комитет по правам человека ООН 30 марта 2004 года (дата обращения 28 марта 2001 года).

### Смерть
Примерно за три месяца до смерти друзья перевезли его с фермы в городскую квартиру в Бойро, так как его родные всегда были категорически против его самоубийства. В выбранный день в комнате была установлена камера, снимавшая всё происходящее. В присутствии близкой подруги (Рамоны Манейро) он зачитал своё завещание:
Затем с помощью соломинки он выпил воду с ядом. Этот цианид по крупице собирали несколько его друзей, и всю подготовку он спланировал так, чтобы каждое отдельное действие его помощников не могло повлечь за собой обвинение в убийстве. Что это были за друзья, не знала даже Манейро. Именно он придумал этот план, а Манейро, по её собственным словам, лишь была «его руками».
«Пути назад уже не было, — пишет она в своей книге „Дорогой Рамон“. — Мы смотрели друг на друга, и я продолжала шепотом говорить с ним… Я радовалась, думая, что сейчас он закроет глаза и уснёт. До свиданья, Рамон. Но начались судороги… Я думала, что всё произойдет очень быстро, но агония затягивалась…» Женщина признала, что Рамон не ожидал такого действия. Судя по его стонам, это не был тот мирный уход, на который они надеялись. Никто не знал точной дозировки яда. Когда глаза Рамона закрылись, она выбежала из комнаты и заткнула уши, чтобы не слышать стонов. Упрекая себя за слабость, она хотела вернуться и обнять его, но не стала нарушать план, который он обдумывал годами.
На следующий день Манейро забрали в полицию, и она два дня провела в камере, но за отсутствием доказательств дело было закрыто. Хотя родные Рамона Сампедро считают её убийцей, они никого не хотят преследовать по закону.
Эта смерть всколыхнула всю Испанию и привлекла внимание в других странах. На похоронах, которые состоялись в его родном городе, присутствовало множество людей.
Однако по решению семьи не было исполнено его последнее желание о том, чтобы его тело было кремировано, а прах развеян над морем со скалы на пляже Ас Фурнас, где он совершил свой роковой прыжок.

## Книги
Рамона Сампедро:
- Cartas desde el infierno (Письма из ада), Planeta, Мадрид, 1996. ISBN 84-08-05632-8.

Первая книга Сампедро выдержала несколько переизданий, в 2005 году было продано более 100 тысяч экземпляров. В книгу вошли письма Рамона Сампедро разным людям, её выход положил начало широкой общественной дискуссии об эвтаназии.
- Cando Eu Caia (Когда я уйду), Edicións Xerais de Galicia, Виго, 1998. ISBN 84-8302-260-5.

Посмертный сборник стихов на галисийском языке, затем переведён на испанский (кастильский). С предисловием известного испанского писателя Мануэля Риваса, друга Рамона.
О Рамоне Сампедро:
- Florencio Martínez Aguinagalde, Confieso mi cobardia: alegato intimo en favor de Ramón Sampedro (Флоренсио Мартинес Агинагальде, Признаюсь в своей трусости: речь в защиту Рамона Сампедро), Elea, Бильбао, 2005. ISBN 84-933988-5-3.

Книга известного журналиста и университетского профессора, автора книг о журналистике. Агинагальде рассказывает о своей переписке и телефонных разговорах с Сампедро и оценивает две позиции: непоколебимое решение Сампедро прекратить своё существование мыслящего трупа и малодушный страх автора перед угрозой привлечения к суду, который заставил его отказать другу в последней помощи.
- Ramona Maneiro, Querido Ramón: Un Testimonio de Amor (Рамона Манейро, Дорогой Рамон: свидетельство любви). Temas de Hoy, Мадрид. ISBN 978-84-8460-442-6.

«Надеюсь, что Рамон, где бы он ни находился, будет направлять этот рассказ. Он мой и его: это наш ребенок, которого у нас не могло быть». Рамона Манейро рассказывает историю её любви к Рамону и о том, как она пришла к решению помочь ему уйти из жизни, что она пережила после его смерти и почему семь лет спустя решила рассказать обо всём.

## «Море внутри»
В 2001 году был снят первый художественный фильм о Рамоне Сампедро «Осужденный на жизнь» (Condenado a vivir), не вызвавший большого интереса.
В 2004 году режиссёр Алехандро Аменабар снял фильм «Море внутри», повествующий о двух последних годах жизни Рамона, которого сыграл Хавьер Бардем. Фильм имел большой успех как у публики, так и у критики и собрал более пятидесяти призов и наград, в том числе Оскар за лучший фильм на иностранном языке и 14 национальных премий Гойя. Источником для сценария послужила книга «Письма из ада», а название взято из одноимённого стихотворения, которое также звучит в фильме.
| Mar adentro Mar adentro, mar adentro, y en la ingravidez del fondo, donde se cumplen los sueños, se juntan dos voluntades para cumplir un deseo. Un beso enciende la vida con un relámpago y un trueno, y en una metamorfosis mi cuerpo no es ya mi cuerpo; es como penetrar al centro del universo. El abrazo más pueril, y el más puro de los besos, hasta vernos reducidos en un único deseo. Tu mirada y mi mirada como un eco repitiendo, sin palabras: más adentro, más adentro, hasta el más allá del todo por la sangre y por los huesos. Pero me despierto siempre y siempre quiero estar muerto para seguir con mi boca enredada en tus cabellos. | В открытое море Дальше в море, дальше в море, И в невесомости глубины, Где мечты становятся явью, Соединяются две воли, Исполняя одно желание. Поцелуй воспламеняет жизнь В молниях и громе, И, преобразуясь, Моё тело уже не моё; Это словно проникнуть к центру вселенной. Невиннейшее объятие, Чистейший из поцелуев, До тех пор пока мы не станем Одним, единым желанием. Твой взгляд и мой взгляд, Как эхо, повторяющее без слов: Дальше, вглубь, В самую глубину, За пределы крови и плоти. Но я всегда просыпаюсь И всегда жажду быть мертвым, Чтобы мои губы вечно Прижимались к твоим волосам. |  |

## Общественный резонанс
Опросы 1995 года показали, что большинство испанцев высказываются за то, чтобы исключить содействие самоубийству из числа уголовно наказуемых деяний. Однако сильны позиции католической церкви, высказывающейся категорически против любого вида эвтаназии.
За два месяца после смерти Рамона Сампедро около 3 тысяч человек написали письма с признанием, что именно они помогли ему умереть. Левые партии представили в испанский парламент законопроект о легализации эвтаназии, который был отклонен.
4 марта 1998 года по испанскому телевидению была показана видеозапись с последними минутами жизни Рамона Сампедро. Компания Antena 3, первой показавшая плёнку, оправдывала своё решение тем, что плёнка была передана им бесплатно и добровольно, а, кроме того, в эфир вышли лишь несколько минут, также не был показан сам момент смерти.
С выходом фильма «Море внутри» общественная дискуссия развернулась с новой силой. В 2005 году, после того, как истёк срок давности за её деяние, Рамона Манейро публично признала, что дала своему другу стакан с ядом. Она выступила по телевидению, рассказав о последних часах жизни Сампедро, чтобы снова поднять вопрос об эвтаназии, как того хотел Рамон, и «раз и навсегда покончить со спекуляциями». «Я сделала это из любви, но здравый смысл заставил меня смириться с этим», — сказала она. «Я не мать Тереза… Мне было с ним очень хорошо, но я знала, что он должен был уйти, потому что он этого хотел».
В ответ на это Мануэла Санлес 10 января 2005 года заявила, что это было убийство и что его семья была намерена добиваться той «эвтаназии, которой он хотел, а не той, которую дала ему Рамона». По словам Мануэлы, он знал многих женщин, но все говорили ему: «Рамон, тебе незачем умирать». «Он был очень умный человек и боролся за то, чтобы умереть достойно, но нашёл одну чёрную руку». Манейро сказала на это, что «каждый должен решать сам за себя».
В ознаменование десятилетия со дня смерти Рамона Сампедро в газетах, как местных, так и национальных, вышли о нём статьи. Множество его друзей, сторонников, членов ассоциации «Право на достойную смерть» при участии местных властей Порто-до-Сон провели памятные мероприятия. Прошли чтения его стихов и писем, выставка, посвящённая его жизни и теме добровольного ухода. Желавшие почтить его память бросили в море цветы в том месте, где произошёл несчастный случай.